# 中村有里
中村 有里（なかむら ゆり、10月25日 - ）は、日本の女性サクソフォーン奏者、タレント。

## 人物
- 東京都出身。血液型B型。好きな犬種はマルチーズ。趣味はゲーム（モンスト[1]、RPG、モンスターハンターシリーズ、ポケモン、SEGA、スクウェア・エニックスの作品なども）お酒と激辛好き。

## 来歴
- 国立音楽大学弦管打楽器専修（サクソフォーン）卒業。
- 弦管打楽器ソリストコース修了。
- 同大学院、修士課程器楽専攻を最優秀賞を受賞し修了。
- 在学時に同大学ティーチング・アシスタントを務め、現在同大学音楽研究所にて研究員を務める。
- 国際音楽コンクールにて入賞多数。
- 大学在学中、オーディション合格者による第90回ソロ室内楽定期演奏会にて、ソロと室内楽共に出演。
- 学内オーケストラと協奏曲のソリストとして共演。
- これまでにサクソフォーンと室内楽を滝上典彦、下地啓二、雲井雅人に師事。
- ジャズでは、松永貴志カルテットのメンバーとして松永貴志氏と共演を重ねている。
- ドラマ『二十歳と一匹』（NHK）『グッドパートナー』（テレビ朝日）『三屋清左衛門残日録 完結篇』（BSフジ）『キラキラ☆プリキュアアラモード』（テレビ朝日）など数多くの劇伴やアーティストのレコーディングにも携わっている。
- 「Fabrhyme」（sax, pf, bass, drum）、「Cappen」（sax, 三味線）に所属しており、ジャンルにとらわれず精力的に LIVE など演奏活動を行っている。
- ソロアルバムを2020年10月25日にリリース。
- 2021年にレコ発ライブを丸の内のコットンクラブにて満員の中行った。
- セカンドソロアルバムを2024年10月2日にリリース
- 2024年に丸の内のコットンクラブにてライブ

## 出演

### TV
- ミュージック☆エクスプレスPlus
- シブヤノオト
- TUNE (2021年10月28日 フジテレビ系列)
- 爆チュー問題 (2021年12月16日 フジテレビ系列)
- 月9ドラマ『366日』第4話（2024年4月29日 フジテレビ系列）

### CM
- 2018年1月 - グンゼ「SABRINA（サブリナ）」
- グンゼが発売した美脚ストッキング[2]
- 2021年10月 - SONY「HDC-F5500」[3]

### イベント
- XFLAG PARK
- XFLAG FREAK
- モンスターストライクイベント多数
- ニコニコ超会議
- ニコニコ超パーティー
- ニコニコ闘会議
- JAEPO
- Tokyo Instrumental Festival
- odaiba dance music festival SANCTUARY
- 私立恵比寿中学　大学芸会
- Roland/Boss Players Summit
- 日比谷音楽祭
- ラ・フォル・ジュルネ
- 武漢琴台音楽祭
- 京伴祭
- SQ F.O.E band LIVE2023
- 竹芝音楽祭
- 府中市商工まつり
- TANO*C TOUR 2024

## ディスコグラフィ
| 発売日     | タイトル                                             | 規格品番  | 備考                           |
| ---------- | ---------------------------------------------------- | --------- | ------------------------------ |
| 2018/04/18 | Fabrhyme “HELLO”                                     | HJC-1001  | 備考                           |
| 2020/04/15 | Fabrhyme “Showing！！”                               | KICJ-840  | (キングレコード)               |
| 2021/10/25 | 中村 有里 1st ソロアルバム "Colors"                  | 番号      | (フジパシフィックミュージック) |
| 2023/1/8   | Fabrhyme ”CHARACTER”                                 |           |                                |
| 2024/10/2  | 中村 有里 ２st ソロアルバム "Colors 〜Relay point〜" | ZENT-0006 | インディーズ                   |

## 参加アルバム
|     | 発売日    | タイトル                                  | 規格品番   | 備考             |
| --- | --------- | ----------------------------------------- | ---------- | ---------------- |
| 1st | 2018/12/7 | 魅惑のムード・サックス～昭和歌謡名曲100選 | BRCR.00004 | ポニーキャニオン |

## 著書
- 本当に役立つ！ サックス練習法74　11人の指導者が実践する最強のトレーニング　/　リットーミュージック[6]